# 坡州站
坡州站（：／ Paju yeok */?）是京義·中央線沿線的一座地面車站，位於韓國京畿道坡州市坡州邑烽岩里，韓語副站名是「斗元大學」（두원대학）。

## 車站結構
雙島式月台2面4線的地面車站，站舍與月台以地下聯絡通道連結。

### 月台配置
| ↑ 月籠          |
| １２ \| ３４ \| |
| 文山 ↓          |

| 月台 | 路線                   | 目的地         |
| ---- | ---------------------- | -------------- |
| 1    | ●首都圈電鐵京義·中央線 | 不使用         |
| 2    | ●首都圈電鐵京義·中央線 | 首爾、龍門方向 |
| 3    | ●首都圈電鐵京義·中央線 | 文山方向       |
| 4    | ●首都圈電鐵京義·中央線 | 不使用         |

## 车站周边
- 斗元工科大學（朝鲜语：두원공과대학교）坡州校区

## 历史
- 1965年8月21日 - 落成使用。
- 1998年1月17日 - 车站位置向北移动。
- 2009年7月1日 - 首都圈电铁京义线开始使用本站。

## 相鄰車站
韓國鐵道公社
●首都圈電鐵京義·中央線
緩行
文山（K335）－坡州（K334）－月籠（K333）